# WWF Österreich
Der WWF Österreich (vollständig: Umweltverband WWF Österreich) ist ein gemeinnütziger Verein mit Sitz in Wien-Ottakring, der 1963 als nationale Sektion des World Wide Fund For Nature gegründet wurde.:106 Sein Zweck ist es, die Bestrebungen des WWF im Interesse des österreichischen und internationalen Naturschutzes zu fördern. Zentrale Ziele sind, die biologische Vielfalt der Erde zu bewahren, die naturverträgliche Nutzung erneuerbarer Ressourcen voranzutreiben sowie Umweltverschmutzung und Verschwendung von Naturgütern zu verhindern. Der Verein ist Mitglied des ÖKOBÜRO – Allianz der Umweltbewegung. Zu seinen bekanntesten Projekten zählt beispielsweise die Einrichtung des Nationalparks Neusiedler See-Seewinkel.

## Geschichte

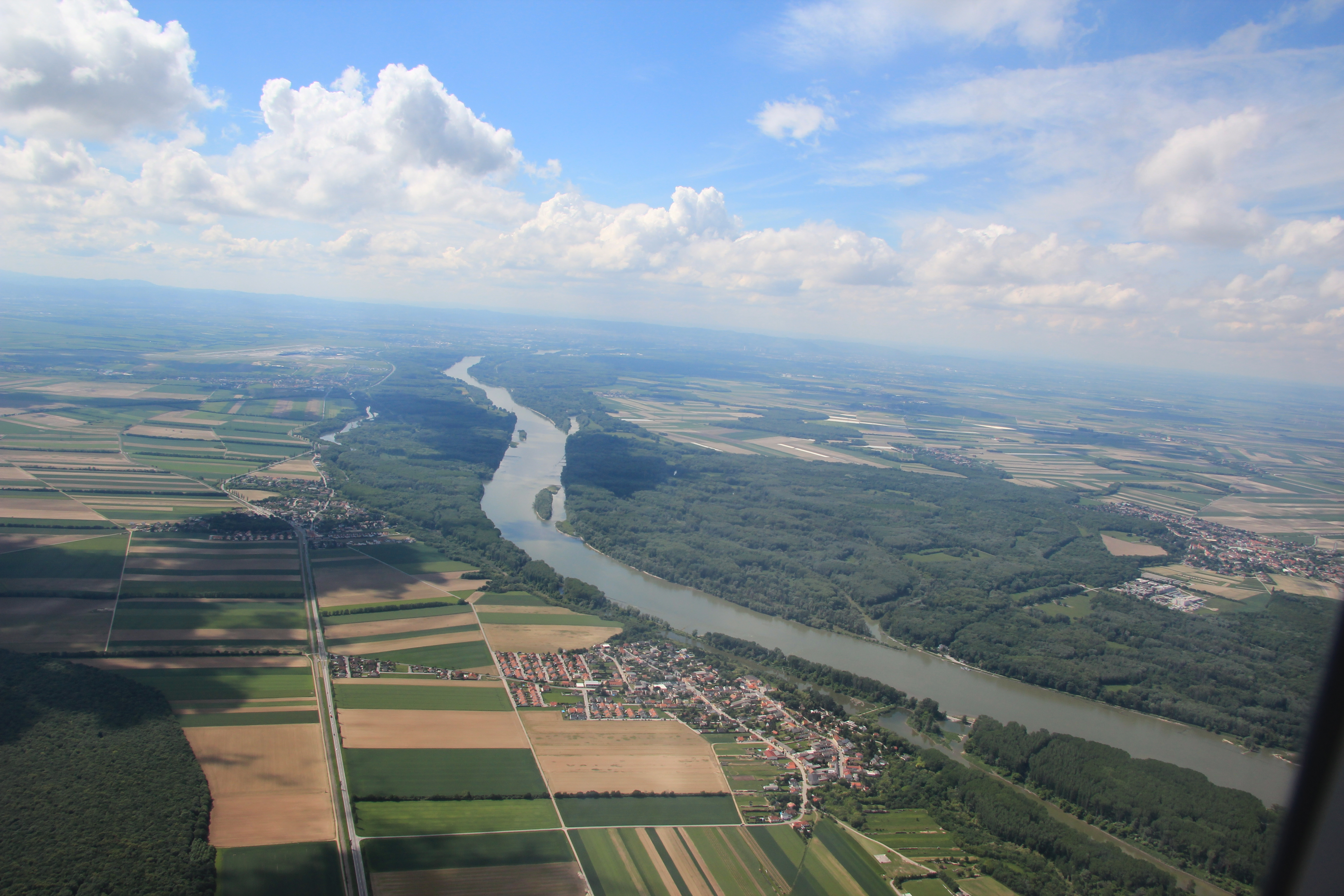
Luftbild des Nationalparks Donau-Auen (2013)

Anlass für die Gründung des WWF Österreich 1963 war in erster Linie der Schutz der Langen Lacke, dem größten von 40 salzhaltigen Seen im burgenländischen Seewinkel, sowie der umgebenden Pusztafläche.:50 Das Gebiet galt als Reservat für verschiedene Vogelarten und wurde durch den Plan bedroht, es für die Landwirtschaft nutzbar zu machen. Um dies zu verhindern, sollte ein Verein die Interessen der Gegner vertreten. Nach dem Vorbild des WWF Schweiz initiierten daher Luc Hoffmann und andere Mitstreiter wie zum Beispiel Antal Festetics die Organisation, deren erster Präsident Manfred Mautner Markhof junior war. Die Position des Geschäftsführers übernahm Hans Feindl, der vor allem neue Mitglieder anwerben sollte, während Luc Hoffmann den Verein auf internationaler Ebene unterstützte. Eine größere Spende an den WWF Österreich wurde anlässlich eines Besuchs von Prinz Philip auf dem Wiener Opernball bekannt.
1970 erreichte der Ankauf von 1.200 Hektar Marchauen größere Aufmerksamkeit. Der WWF Österreich zahlte dafür insgesamt 12 Millionen Schilling und errichtete das WWF Naturreservat Marchegg, in dem bis heute eine große Kolonie von Störchen lebt. In den nächsten Jahren erwarb der Verein außerdem 50 % des Naturreservats am Hundsheimer Berg, das etwa eineinhalb Quadratkilometer groß ist. Die andere Hälfte befindet sich im Besitz der Gemeinde Hundsheim, das Schutzgebiet dient zum Beispiel der Universität Wien für Exkursionen. Ende 1982 initiierte der WWF Österreich unter dem Motto „Rettet die Au“ eine Kampagne gegen den geplanten Bau eines Wasserkraftwerks an der Donau nahe Hainburg in Niederösterreich. Diese führte zu einer breiten öffentlichen Debatte über die Folgen für die Umwelt und schließlich zur Besetzung der Hainburger Au. Später erwirkte der WWF Österreich einen Beschluss des Obersten Gerichtshofs, den Beobachter als Grundstein zur Errichtung des Nationalparks Donau-Auen einstuften.
Im Juni 1989 begann der WWF Österreich mit der Ansiedlung von Braunbären in österreichischen Wäldern, zunächst in der Region um den Ötscher in Niederösterreich. Dort war der letzte Bär 1842 getötet worden. Nachdem das Projekt in den ersten Jahren positiv beurteilt wurde, regte sich ab Mitte der 1990er Jahre Kritik. Dieser begegnete der WWF Österreich mit einer Aufklärungskampagne, für die umgerechnet fast zwei Millionen Deutsche Mark aufgewendet wurden. Bis Ende 2002 stieg die Zahl der vom WWF angesiedelten Braunbären auf 25 bis 30 Tiere, womit sie zu den größten angesiedelten Beständen in der Europäischen Union zählten. 2007 wurde schließlich bekannt, dass die Tiere aber zwischenzeitlich verschwunden waren. Beobachter spekulierten über illegale Jagden auf die Bären, natürliche Ursachen und eine Abwanderung wurden weitgehend ausgeschlossen. Der WWF Österreich kündigte daraufhin an, sich für eine erneute Wiederansiedlung einzusetzen, was allerdings auf breite Kritik in den Ländern stieß.
Im Jahr 2007 startete der Umweltverband die „WWF Climate Group“. Im Rahmen dieser Initiative verpflichteten sich österreichische Unternehmen, ihren CO2-Ausstoß innerhalb von drei Jahren um 15 % zu senken. Als ersten Partner für das Projekt wurde das Unternehmen IKEA gewonnen, welches anschließend zum Beispiel einen Teil seiner Fahrzeugflotte auf alternative Antriebe umstellte. 2009 schloss sich die Telekom Austria der WWF Climate Group an, später unter anderem auch die Allianz, dm-drogerie markt, Erste Group, Fronius International, Hermann Pfanner Getränke und Spar.:19 2017 feierte das Unternehmensnetzwerk sein 10-jähriges Jubiläum: 630.000 Tonnen Treibhausgasemissionen konnten seit der Gründung eingespart werden, wie der WWF im entsprechenden Jahresbericht schreibt. Dies entspräche den Treibhausgasemissionen des jährlichen Stromverbrauchs aller Haushalte in der Steiermark. Im Dezember 2019 appellierten Climate-Group-Unternehmen an die Politik, ein „ambitioniertes, wirksames und naturverträgliches Klimaschutz-Programm ins Zentrum der künftigen Regierungsarbeit zu stellen“.
Alle zwei Jahre veröffentlicht der WWF weltweit den Living-Planet-Report, der auf Basis wissenschaftlicher Erhebungen den menschlichen Raubbau an der Natur dokumentiert. Gemeinsam mit der Universität für Bodenkultur (BOKU) hat der WWF Österreich 2018 erstmals auch einen „Living-Planet-Index“ für die Alpenrepublik erarbeitet. Dieser Index basiert auf rund 880 Datensätzen aus den neun Bundesländern für alle Wirbeltierklassen und zeigt, dass die heimischen Wirbeltierbestände in einem sehr schlechten Zustand sind. Im Untersuchungszeitraum kam es bei den untersuchten Arten zu einem Rückgang von im Schnitt 70 Prozent. In einer Reaktion forderten WWF-Artenschutzexperten mehr Rückzugsorte und Naturschutzgebiete. Zudem müssten umweltschädliche Subventionen gestoppt werden. Parallel dazu brauche es mehr Forschung und Monitoring, um negative Trends überhaupt erkennen zu könne. Denn nur 18 Prozent der europarechtlich geschützten Arten und nur 44 Prozent der europarechtlich gemäß FFH-Richtlinie geschützten Lebensräume würden in einem österreichweit einheitlichen Monitoring untersucht.
Um dem Artensterben in den Gewässern auf den Grund zu gehen, wertete der WWF Österreich im Jahr 2019 laut eigenen Angaben mehr als 500 Datensätze aus Bundesländer-Berichten an die EU-Kommission aus. Demnach weisen über 90 Prozent der 62 bewerteten Arten keinen günstigen Erhaltungszustand auf. Hauptsächliche Ursachen dafür seien Flussbegradigungen, Uferverbauungen, Wasserkraft- und Querbauwerke sowie Transport- und Verkehrsinfrastruktur, dazu komme die Verschmutzung durch landwirtschaftlichen Pestizideinsatz und Nährstoffeintrag. In einer Reaktion forderte die Umweltschutzorganisation von der Politik eine Sanierungsoffensive und den Stopp schädlicher Subventionen.
Immer wieder engagiert sich der WWF Österreich gegen Großprojekte im Alpenraum. Ein prominentes Beispiel dafür ist die umstrittene Gletscherverbauung Pitztal-Ötztal, für die laut Projektunterlagen insgesamt 750.000 Kubikmeter Gestein, Erde und Eis ausgehoben werden müssten. Für besonderen Wirbel sorgte, dass für eine Bergstation sogar ein Berggrat um 120.000 Kubikmeter abgetragen werden müsste. Gemeinsam mit anderen Naturschutzorganisationen forderte der WWF daher „den Stopp des geplanten Megaprojekts sowie rechtlich verbindliche Ausbaugrenzen für Skigebiete und einen Gletscherschutz ohne Ausnahmen“. Die entsprechende Petition einer Tiroler Bürgerinitiative wurde 2019 von über 160.000 Menschen unterzeichnet. Im Juli 2022 legten die Seilbahn-Betreiber das Projekt endgültig auf Eis, nachdem auch eine Volksbefragung in der Standortgemeinde St. Leonhard knapp negativ ausgegangen war.
Im Juli 2020 warnte der WWF Österreich vor einem „ungezügelten Ausbau der Wasserkraft auf Kosten der Allgemeinheit“. Als ein Rezept dagegen brauche es Naturschutzkriterien im Ökostromgesetz, damit keine neuen Kraftwerke in Schutzgebieten sowie an den letzten ökologisch intakten Flussstrecken subventioniert werden.
Im September 2020 forderte der WWF Österreich einen „Bodenschutzvertrag gegen den unkontrollierten Flächenfraß“. Unter dem Motto „Natur statt Beton“ startete der WWF dazu auch eine eigene Petition, die von über 50.000 Menschen unterzeichnet worden ist. Vorgeschlagen werden zahlreiche Naturschutz-Maßnahmen, eine übergeordnete Bodenschutz-Strategie sowie eine Ökologisierung der Raumordnungen der Bundesländer sowie Reformen im Steuersystem. Denn laut dem österreichischen Umweltbundesamt werden im Schnitt täglich 11,5 Hektar Boden (3-Jahresmittelwert) neu beansprucht. Das Nachhaltigkeitsziel des Bundes liegt jedoch deutlich niedriger – konkret bei 2,5 Hektar bis 2030.
Im Februar 2021 veröffentlichte der WWF Österreich einen Boden-Report zu den Ursachen und Folgen des hohen Flächenverbrauchs. Fast ein Fünftel der tatsächlich bewohnbaren bzw. landwirtschaftlich geeigneten Fläche Österreichs sei bereits beansprucht. Der Bodenverbrauch steige im langjährigen Schnitt mehr als doppelt so schnell wie die Bevölkerung. Im Zuge eines 15-Punkte-Plans fordert der WWF daher einen Bodenschutzvertrag von Bund und Ländern, um den Flächenfraß bis 2030 auf maximal einen Hektar pro Tag zu reduzieren. Besonders wichtig seien die Ökologisierung der Raumordnung und des Steuersystems sowie eine große Naturschutz-Offensive. Zur Umsetzung müsse der Bundeskanzler einen Bodenschutz-Gipfel einberufen, forderte die Naturschutzorganisation.

## Finanzen
Im Wirtschaftsjahr vom 1. Juli 2023 bis zum 30. Juni 2024 hatte der WWF Österreich laut seinem Jahresbericht Einnahmen in Höhe von 20,27 Millionen Euro (Mittelherkunft), davon rund die Hälfte zweckgewidmete und ungewidmete Spenden. Öffentliche Mittel waren für 25 Prozent verantwortlich, wobei es sich laut Jahresbericht ausschließlich um zweckgebundene Projektgelder handelt. 7,9 Prozent der Einnahmen stammten aus Unternehmenspartnerschaften, von Stiftungen kamen 5,6 Prozent. 79 Prozent der Gelder investierte der WWF Österreich in seine statutarischen Zwecke, darunter vor allem nationale und internationale Natur- und Artenschutzprojekte. Die Verwaltungsausgaben lagen bei 6,1 Prozent.